# Ліпники-Нові
Ліпники-Нові (пол. Lipniki Nowe) — село в Польщі, у гміні Пултуськ Пултуського повіту Мазовецького воєводства.
Населення — 121 особа (2011).
У 1975-1998 роках село належало до Цехановського воєводства.

## Демографія
Демографічна структура станом на 31 березня 2011 року:
|          | Загалом | Допрацездатний вік | Працездатний вік | Постпрацездатний вік |
| -------- | ------- | ------------------ | ---------------- | -------------------- |
| Чоловіки | 57      | 18                 | 36               | 3                    |
| Жінки    | 64      | 21                 | 35               | 8                    |
| Разом    | 121     | 39                 | 71               | 11                   |